# After School Club
After School Club, spesso abbreviato in ASC, è un talk show musicale sudcoreano, trasmesso su Arirang TV dal 17 aprile 2013.
ASC presenta vari ospiti musicali sudcoreani ed è diretto a un pubblico internazionale, quindi la lingua principale è l'inglese con i sottotitoli coreani e le traduzioni prodotte in onda. I fan internazionali della musica K-pop possono interagire direttamente con il programma, che va in onda dal vivo, attraverso chat video su Google Hangouts e tweet all'account ufficiale, e possono condividere commenti, porre domande e richiedere video musicali sull'account Facebook ufficiale.

## Format
Il programma trasmette online e utilizza social media come Twitter e Google Hangouts per interagire direttamente con i fan internazionali. Due attività che si svolgono in ogni episodio sono le Roll Call e gli Hangout. Durante la parte "Roll Call" gli utenti di Twitter twittano il loro nome, posizione, l'ora e generalmente un breve messaggio per l'ospite settimanale. Coloro che partecipano possono essere individuati all'inizio dell'episodio e ricevere un messaggio dall'ospite. Gli "Hangout" vengono generalmente eseguiti due volte in un episodio in cui alcuni fan vengono selezionati per un Google Hangout in tempo reale in cui di solito mostrano qualcosa che hanno preparato agli ospiti (come una canzone o una danza) e fanno loro una richiesta. Altre attività includono esibizioni che gli ospiti hanno preparato per i fan, come imitazioni, balli e brevi parodie.
Dal 5 marzo 2014 (episodio 48) al 25 febbraio 2015 (episodio 148) è stato aggiunto un secondo episodio settimanale noto come After School Club After Show, che presenta altre apparizioni degli ospiti e filmati dietro le quinte degli episodi precedenti.

## Cast
I padroni di casa originali di After School Club erano Eric Nam e Jang Han-byul. Jamie Park è stata originariamente ospite dell'episodio 67 (come membro delle 15&) ed è stata occasionalmente co-conduttrice dell'After Show dall'episodio 87 in poi. Quando è stato cancellato, è stata promossa a conduttrice del programma principale.
L'11 aprile 2016 è stato annunciato che Eric Nam avrebbe lasciato il programma, apparendo l'ultima volta durante l'episodio del 12 aprile. Il 21 giugno 2016, è stato annunciato che Jae Park dei Day6, ospite dell'episodio 214, sarebbe stato co-conduttore a partire dall'episodio 218. Ha lasciato lo show dopo due anni, il 17 luglio 2018.
Kevin Woo è stato originariamente ospite dell'episodio 3 (come membro degli U-KISS) ed è stato co-conduttore per il programma principale dall'episodio 43 al 10 aprile 2018.
Il 18 luglio 2018, è stato annunciato che Kim Seung-min degli Stray Kids e Han Hee-jun avrebbero presentato insieme a Jamie. Seungmin ha lasciato il programma il 12 dicembre a causa altri impegni. Il suo ultimo episodio è andato in onda il 25 dicembre.
Il 20 marzo 2019, è stato annunciato su Twitter che Kim Woo-sung dei The Rose sarebbe stato il terzo presentatore a partire dall'episodio 361 del 26 marzo 2019. Woosung ha lasciato il programma il 31 dicembre a causa dei suoi impegni. È stato sostituito da Park Yu-ri dei JxR, il cui primo episodio è andato in onda il 3 marzo 2020.

### Presentatori attuali
- Allen Ma (dall'episodio 516)
- Aaron Kwak (dall'episodio 533)
- Kim Tae-young (dall'episodio 538)

### Presentatori precedenti
- Jang Han-byul (episodi 1-39)
- Eric Nam (episodi 1-207)
- Kevin Woo (episodi 43-311)
- Jae Park (episodi 218-324)
- Kim Seung-min (episodi 326-348)
- Kim Woo-sung (episodi 361-401)
- Yuri Park (episodi 401-435)
- Han Hee-jun (episodi 326-486)
- Kim Byeong-kwan (episodi 487-515)
- Lee Jae-yun (episodi 442-528)
- Jamie Park (episodi 87-536)

### Presentatori ospiti
- 6 episodi 
  - Young K
- 4 episodi 
  - Benji (BIG)
  - Brad
  - Min
- 3 episodi 
  - BM
  - Kevin Woo
  - Yechan
- 2 episodi 
  - Amber
  - Moon (Royal Pirates)
  - NS Yoon-G
  - Sanchez
  - Tia
  - Bang Chan
  - Peniel
  - Taeyoung
- 1 episodio 
  - BamBam
  - Kevin
  - Rome
  - Sam
  - Felix
  - Junghoon
  - Bernard Park